# Ludwig I. (Lohra)
Ludwig I. († 1126), urkundlich erwähnt ab 1116, war Graf der Grafschaft Lohra (Lare) in Norden Thüringens.

## Leben
Ludwig I. war der Sohn des Grafen Berengar I. von Lohra und dessen Ehefrau Geva von Seeburg († nach 14. Februar 1152, begraben in Ichtershausen).
Er scheint seinem Vater kurzzeitig in der Regierung der Grafschaft Lohra gefolgt zu sein. Er fiel 1126 in einer Schlacht.